# Bad Imnau
Bad Imnau ist ein Stadtteil von Haigerloch im Zollernalbkreis in Baden-Württemberg (Deutschland). Es liegt 397 m ü. NN und hat 601 Einwohner (Stand 31. Dezember 2023). Der ehemalige Kurort liegt sechs Kilometer nordwestlich von Haigerloch im Eyachtal.

## Geschichte
Durch Schenkungen wurde das Kloster Reichenbach größter Grundbesitzer in Imnau. Der Ort kam 1381 mit der Herrschaft Haigerloch an das Haus Habsburg, das ihn im 15. Jahrhundert als Lehen den Herren von Weitingen gab. Im Jahr 1516 wurde Imnau an die Grafen von Zollern verkauft. 1576 kam der Ort bei der zollerischen Teilung wieder zur Herrschaft Haigerloch.
Imnau hatte 1824 440, 1836 591 und 1890 507 Einwohner.
Von 1919 bis 1976 gab es In Bad Imnau ein Kinderkurheim, das von der Kongregation der Barmherzigen Schwestern von Heiligen Kreuz betrieben wurde. Es war durch die Kinderverschickung überregional bekannt.
Bad Imnau wurde zum 1. August 1973 in die Stadt Haigerloch eingemeindet.

## Mineralquellen

### Historische Nutzung
Im Jahre 1732 suchte man nach der verschütteten Quelle und hat sie in etwa neun Meter Tiefe wiedergefunden. Sie wurde dann zuerst in eine Zisterne gefasst und stand ab 1733 wieder in allgemeiner Benutzung. 1792 ließ man die inzwischen wieder ans Tageslicht geförderte Quelle wegen ihres vorzüglichen Wassers besser fassen. Beim Nachgraben fand man einen großen, in zwei Teile abgesonderten Kasten von Stein, in dem die Quelle entsprang. Ebenso wurde altes Holz vorgefunden. Es wurde damit der Beweis geliefert, dass die Quelle ehedem ordentlich gefasst und „mit Stiegen und einem Häuschen versehen gewest seyn müsse.“ — Sie war also offensichtlich die Quelle, die infolge ihres reichen Gehaltes an natürlicher Kohlensäure seit undenklichen Zeiten in allgemeiner Benützung stand.

### Ab 1700
Um 1700 entdeckte der Arzt Samuel Caspar kleine Quelltöpfe aufsprudelnder Mineralsäuerlinge im Talgrund der Eyach. 1733 wurde die Fürstenquelle freigelegt, die nach Fürst Josef Friedrich von Hohenzollern-Sigmaringen benannt ist.
Im gleichen Jahr ließ er den Fürstenbau in Bad Imnau errichten. Nur er selbst und sein Hofstaat kamen damals in den Genuss der Bade- und Trinkkuren. Bald danach wurde das Mineralwasser in Tonkrüge abgefüllt und mit Pferdefuhrwerken zu den Kunden gebracht. Das Verbreitungsgebiet erstreckte sich nach und nach bis Augsburg, Stuttgart und Zürich. 1804 wurde unter dem Brunnenarzt Franz Xaver Mezler der allgemeine Kurbetrieb begonnen.
Im Jahr 1905 wurde in Imnau durch die Familie Papst die Apollo-Quelle gefasst, die im darauf folgenden Jahr an Kommerzienrat Carl Haegele verkauft wurde. 1923 kam die Apollo-Quelle in den Besitz der Firma Mineralbrunnen Überkingen-Teinach-Ditzenbach AG, welche sie im Jahr 2009 an die Imnauer Mineralquellen verkaufte.
Anfang 2022 verlor Bad Imnau seinen Status als Kurort, den Titel „Bad“ darf es jedoch behalten.

### Sauerwasserschlegel
Vor Installation von Pumpen und Abfüllanlagen wurde Mineralwasser von Hand in Tonkrüge geschöpft und zur Behandlung bei Magen- und Darmleiden unter dem Eigennamen Sauerwasserschlegel vermarktet.

## Söhne und Töchter
- Wendelin Haid (1803–1876), römisch-katholischer Geistlicher, Bibliothekar und Kirchenhistoriker